# Rietz (Tyrol)
Pour les articles homonymes, voir Rietz.
Rietz est une commune autrichienne du district d'Imst dans le Tyrol.